# Collegio elettorale di Cefalù (Camera dei deputati)
Il collegio di Cefalù fu un collegio elettorale uninominale della Repubblica Italiana per l'elezione della Camera dei deputati. Apparteneva alla circoscrizione Sicilia 1 e fu utilizzato per eleggere un deputato nella XII, XIII e XIV legislatura.
Venne istituito nel 1993 con la cosiddetta Legge Mattarella (Legge n. 277, Nuove norme per l'elezione della Camera dei deputati), attuata in seguito al referendum abrogativo del 1993. La legge istituì per la Camera dei deputati e per il Senato della Repubblica un sistema di elezione misto, in parte maggioritario e in parte proporzionale. Il 75% dei parlamentari dell'assemblea veniva eletto in collegi uninominali tramite sistema maggioritario a turno unico; il restante 25% alla Camera veniva eletto tramite sistema proporzionale con liste bloccate.
Il collegio venne abolito insieme a tutti gli altri che costituivano la Camera con la promulgazione della legge elettorale successiva, la cosiddetta Legge Calderoli. Questa prevedeva un sistema proporzionale con premio di maggioranza, che alla Camera veniva attribuito a livello nazionale.

## Territorio
Il collegio di Cefalù era uno dei 41 collegi uninominali in cui era suddivisa la Sicilia e, come previsto dal D.Lgs. del 20 dicembre 1993 n. 536, era compreso nelle province di Caltanissetta e di Palermo e comprendeva i seguenti comuni: Alia, Alimena, Aliminusa, Blufi, Bompietro, Caltavuturo, Campofelice di Roccella, Castelbuono, Castellana Sicula, Cefalù, Cerda, Collesano, Gangi, Geraci Siculo, Gratteri, Isnello, Lascari, Montemaggiore Belsito, Petralia Soprana, Petralia Sottana, Polizzi Generosa, Pollina, Resuttano, San Mauro Castelverde, Sciara, Scillato, Sclafani Bagni e Valledolmo.

## Eletti
| Elezione | Elezione | Deputato            | Partito                    |
| -------- | -------- | ------------------- | -------------------------- |
|          | 1994     | Salvatore Sparacino | Polo del Buon Governo (FI) |
|          | 1996     | Gianfranco Miccichè | Polo per le Libertà (FI)   |
|          | 2001     | Nino Mormino        | Casa delle Libertà (FI)    |

## Dati elettorali

### XII legislatura

#### Risultati proporzionale
| Coalizioni        | Coalizioni                       | Liste                                 | Liste                              | Voti   | %     |
| ----------------- | -------------------------------- | ------------------------------------- | ---------------------------------- | ------ | ----- |
|                   | Polo del Buon Governo            |                                       | Forza Italia                       | 16.993 | 27,78 |
|                   | Polo del Buon Governo            | Alleanza Nazionale                    | 6.380                              | 10,43  |       |
| Totale coalizione | Totale coalizione                | 23.373                                | 38,21                              |        |       |
|                   | Progressisti                     |                                       | Partito Democratico della Sinistra | 12.207 | 19,96 |
|                   | Progressisti                     | Movimento per la Democrazia - La Rete | 4.221                              | 6,90   |       |
|                   | Progressisti                     | Partito Socialista Italiano           | 2.988                              | 4,89   |       |
|                   | Progressisti                     | Federazione dei Verdi                 | 797                                | 1,30   |       |
|                   | Progressisti                     | Alleanza Democratica                  | 639                                | 1,04   |       |
| Totale coalizione | Totale coalizione                | 20.852                                | 34,09                              |        |       |
|                   | Patto per l'Italia               |                                       | Partito Popolare Italiano          | 10.357 | 10,43 |
|                   | Patto per l'Italia               | Patto Segni                           | 4.044                              | 6,61   |       |
| Totale coalizione | Totale coalizione                | 14.401                                | 17,04                              |        |       |
|                   | Lista Pannella                   | Lista Pannella                        | Lista Pannella                     | 1.584  | 2,59  |
|                   | Solidarietà Occupazione Sviluppo | Solidarietà Occupazione Sviluppo      | Solidarietà Occupazione Sviluppo   | 589    | 0,96  |
|                   | Socialdemocrazia                 | Socialdemocrazia                      | Socialdemocrazia                   | 223    | 0,36  |
|                   | Mediterraneo                     | Mediterraneo                          | Mediterraneo                       | 144    | 0,24  |
| Totale            | Totale                           | Totale                                | Totale                             | 61.166 |       |

#### Risultati uninominale
|                               | Salvatore Sparacino ✔️ Eletto | Polo del Buon Governo (FI - AN - CCD - UDC - PLD) | 21 948 | 35,21 |  |  |  |  |  |
|                               | Luisa Capitummino             | Progressisti                                      | 20 344 | 32,64 |  |  |  |  |  |
|                               | Armando Aulicino              | Patto per l'Italia                                | 15 628 | 25,07 |  |  |  |  |  |
|                               | Francesco Figlia              | Partito Socialista Italiano                       | 4 415  | 7,08  |  |  |  |  |  |
| Totale                        | Totale                        | Totale                                            | 62 335 | 100   |  |  |  |  |  |
|                               |                               |                                                   |        |       |  |  |  |  |  |
| Fonte: Ministero dell'interno |                               |                                                   |        |       |  |  |  |  |  |

### XIII legislatura

#### Risultati proporzionale
| Coalizioni        | Coalizioni                                 | Liste                                      | Liste                                      | Voti   | %     |
| ----------------- | ------------------------------------------ | ------------------------------------------ | ------------------------------------------ | ------ | ----- |
|                   | Polo per le Libertà                        |                                            | Forza Italia                               | 18.152 | 30,42 |
|                   | Polo per le Libertà                        | Alleanza Nazionale                         | 7.774                                      | 13,03  |       |
|                   | Polo per le Libertà                        | CCD-CDU                                    | 4.916                                      | 8,24   |       |
| Totale coalizione | Totale coalizione                          | 30.842                                     | 51,69                                      |        |       |
|                   | L'Ulivo                                    |                                            | Partito Democratico della Sinistra         | 13.640 | 22,86 |
|                   | L'Ulivo                                    | Popolari per Prodi (PPI-SVP-PRI-UD-Prodi)  | 4.512                                      | 7,56   |       |
|                   | L'Ulivo                                    | Rinnovamento Italiano                      | 2.401                                      | 4,02   |       |
|                   | L'Ulivo                                    | Federazione dei Verdi                      | 788                                        | 1,32   |       |
| Totale coalizione | Totale coalizione                          | 21.341                                     | 35,76                                      |        |       |
|                   | Progressisti                               |                                            | Rifondazione Comunista                     | 3.552  | 5,95  |
|                   | Lista Pannella - Sgarbi                    | Lista Pannella - Sgarbi                    | Lista Pannella - Sgarbi                    | 1.176  | 1,97  |
|                   | Partito Socialista                         | Partito Socialista                         | Partito Socialista                         | 910    | 1,53  |
|                   | Movimento Sociale Fiamma Tricolore         | Movimento Sociale Fiamma Tricolore         | Movimento Sociale Fiamma Tricolore         | 704    | 1,18  |
|                   | Noi Siciliani - Fronte Nazionale Siciliano | Noi Siciliani - Fronte Nazionale Siciliano | Noi Siciliani - Fronte Nazionale Siciliano | 650    | 1,09  |
|                   | Federalisti Liberali                       | Federalisti Liberali                       | Federalisti Liberali                       | 334    | 0,56  |
|                   | Rinnovamento                               | Rinnovamento                               | Rinnovamento                               | 162    | 0,27  |
| Totale            | Totale                                     | Totale                                     | Totale                                     | 59.671 |       |

#### Risultati uninominale
|                               | Gianfranco Miccichè ✔️ Eletto | Polo per le Libertà  | 28 882 | 47,87 |  |  |  |  |  |
|                               | Luciano Violante              | L'Ulivo              | 28 345 | 46,98 |  |  |  |  |  |
|                               | Francesco Palazzolo           | Partito Socialista   | 2 499  | 4,14  |  |  |  |  |  |
|                               | Antonio Luigi Alessi          | Federalisti Liberali | 610    | 1,01  |  |  |  |  |  |
| Totale                        | Totale                        | Totale               | 60 336 | 100   |  |  |  |  |  |
|                               |                               |                      |        |       |  |  |  |  |  |
| Fonte: Ministero dell'interno |                               |                      |        |       |  |  |  |  |  |

### XIV legislatura

#### Risultati proporzionale
| Coalizioni        | Coalizioni              | Liste                                 | Liste                   | Voti   | %     |
| ----------------- | ----------------------- | ------------------------------------- | ----------------------- | ------ | ----- |
|                   | Casa delle Libertà      |                                       | Forza Italia            | 18.459 | 30,68 |
|                   | Casa delle Libertà      | CCD-CDU                               | 7.337                   | 12,20  |       |
|                   | Casa delle Libertà      | Alleanza Nazionale                    | 6.202                   | 10,31  |       |
|                   | Casa delle Libertà      | Nuovo PSI                             | 888                     | 1,48   |       |
| Totale coalizione | Totale coalizione       | 32.886                                | 54,67                   |        |       |
|                   | L'Ulivo                 |                                       | Democratici di Sinistra | 9.200  | 15,29 |
|                   | L'Ulivo                 | La Margherita (Dem - PPI - RI- UDEUR) | 6.165                   | 10,25  |       |
|                   | L'Ulivo                 | Il Girasole (FdV - SDI)               | 1.528                   | 2,54   |       |
|                   | L'Ulivo                 | Comunisti Italiani                    | 564                     | 0,94   |       |
| Totale coalizione | Totale coalizione       | 17.457                                | 29,02                   |        |       |
|                   | Democrazia Europea      | Democrazia Europea                    | Democrazia Europea      | 4.428  | 7,36  |
|                   | Rifondazione Comunista  | Rifondazione Comunista                | Rifondazione Comunista  | 2.327  | 3,87  |
|                   | Lista Di Pietro         | Lista Di Pietro                       | Lista Di Pietro         | 2.079  | 3,46  |
|                   | Lista Pannella - Bonino | Lista Pannella - Bonino               | Lista Pannella - Bonino | 816    | 1,36  |
|                   | Paese Nuovo             | Paese Nuovo                           | Paese Nuovo             | 119    | 0,20  |
|                   | Abolizione scorporo     | Abolizione scorporo                   | Abolizione scorporo     | 49     | 0,08  |
| Totale            | Totale                  | Totale                                | Totale                  | 60.161 |       |

#### Risultati uninominale
|                               | Antonino Mormino ✔️ Eletto  | Casa delle Libertà | 29 000 | 47,22 |  |  |  |  |  |
|                               | Vittorino Vincenzo La Placa | L'Ulivo            | 22 047 | 35,90 |  |  |  |  |  |
|                               | Rosario Culotta             | Democrazia Europea | 8 167  | 13,30 |  |  |  |  |  |
|                               | Stefano Lupo                | Lista Di Pietro    | 2 202  | 3,59  |  |  |  |  |  |
| Totale                        | Totale                      | Totale             | 61 416 | 100   |  |  |  |  |  |
|                               |                             |                    |        |       |  |  |  |  |  |
| Fonte: Ministero dell'interno |                             |                    |        |       |  |  |  |  |  |